# Salada

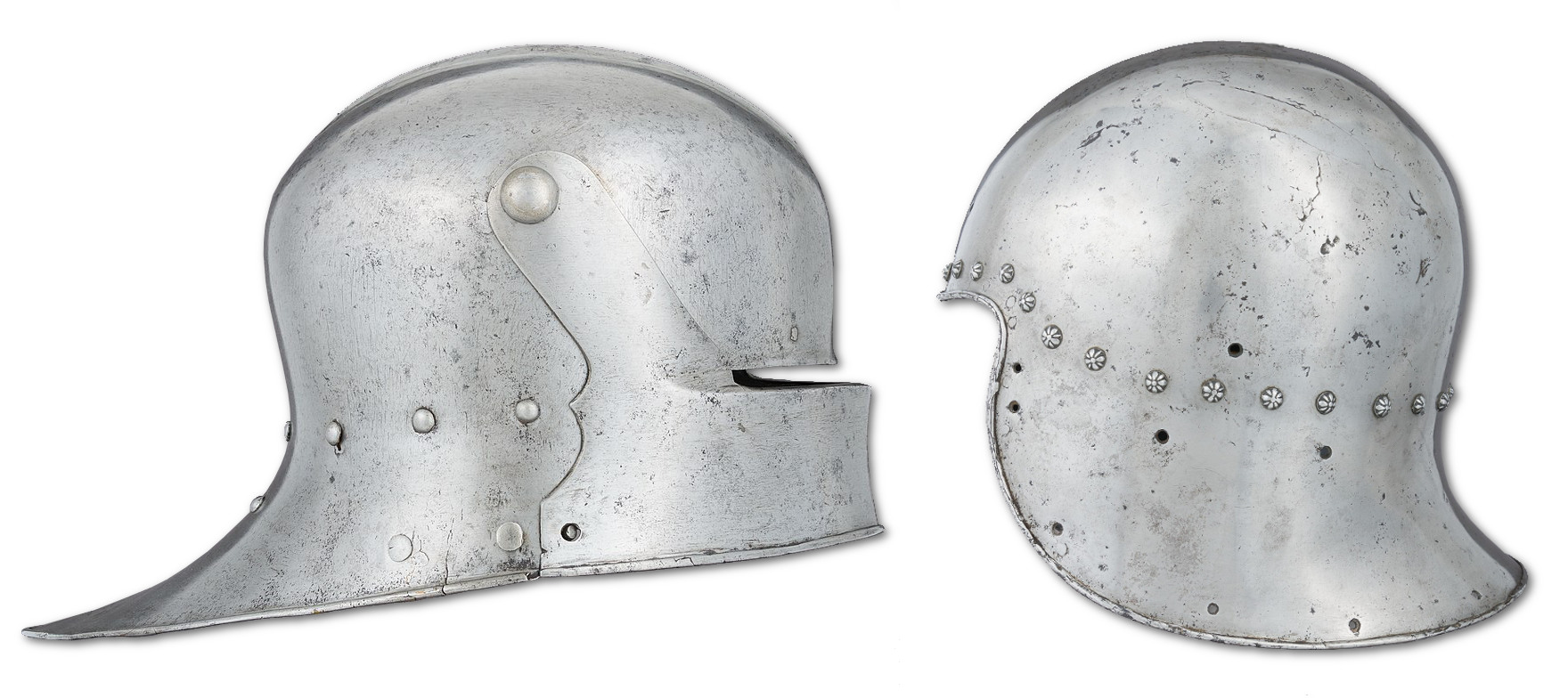
Salada w typie niemieckim (po lewej) oraz włoskim (po prawej)

Salada (fr. salade, wł. celata i barbuta) – szersze określenie kilku zróżnicowanych konstrukcyjnie średniowiecznych hełmów, wywodzących się od łebki. Popularne w XV wiecznej Europie zachodniej, lecz używane również w Polsce. Zasadniczo wyróżnia się 2 typy tego hełmu: włoski i niemiecki, ale regionalne odmiany powstawały również we Francji i Anglii.

## Rodzaje

### Typ włoski
Salady w typie włoskim cechowały się otwartą konstrukcją, zapewniającą dobrą widoczność jednak kosztem ochrony twarzy. Rozróżnia się ich 2 wersje: celatę z całkowicie odsłoniętą twarzą, oraz barbutę nawiązującą do hełmów stosowanych w starożytnej Grecji, z szerokim wycięciem w okolicach twarzy w kształcie litery „T” lub „Y”.

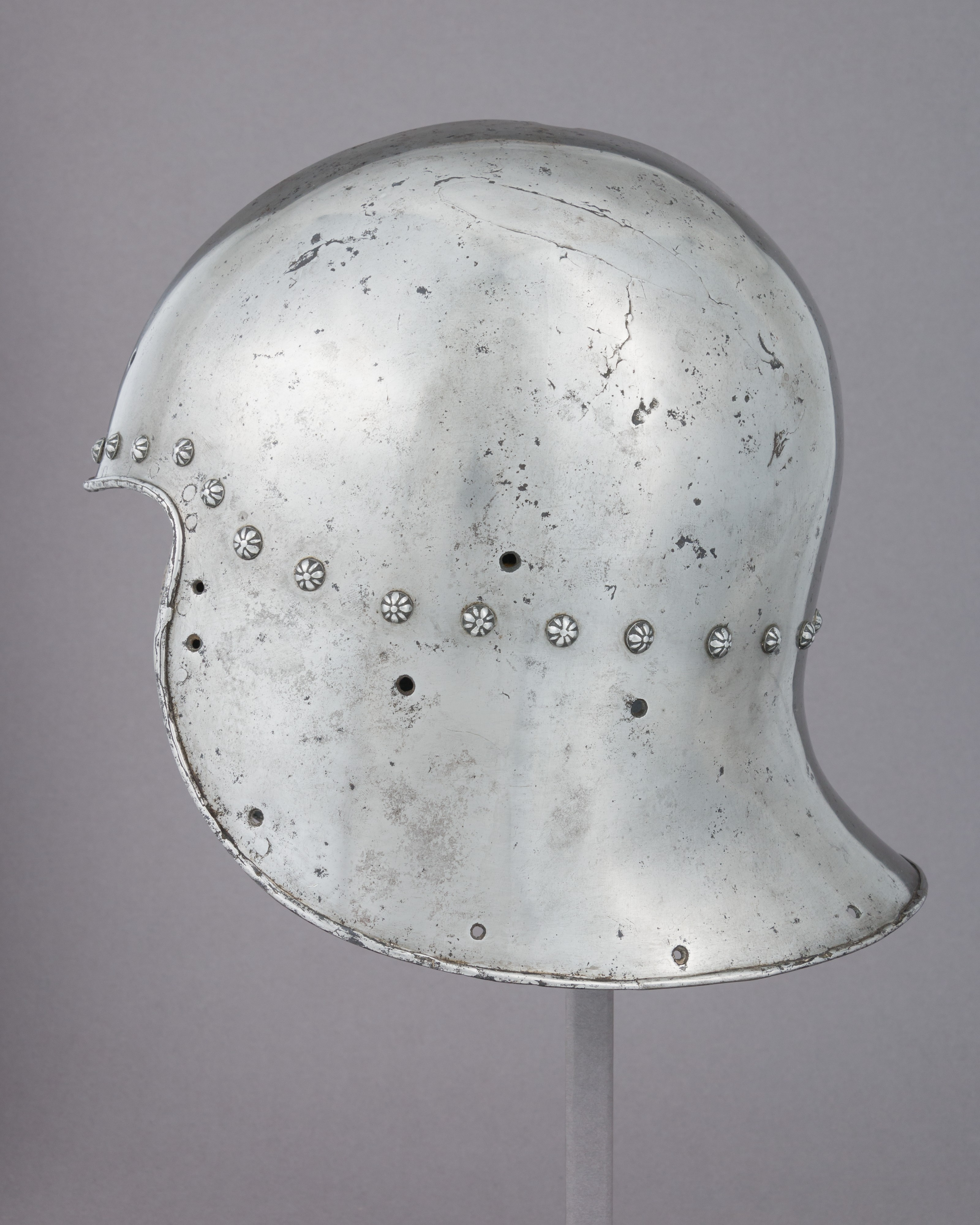
Celata
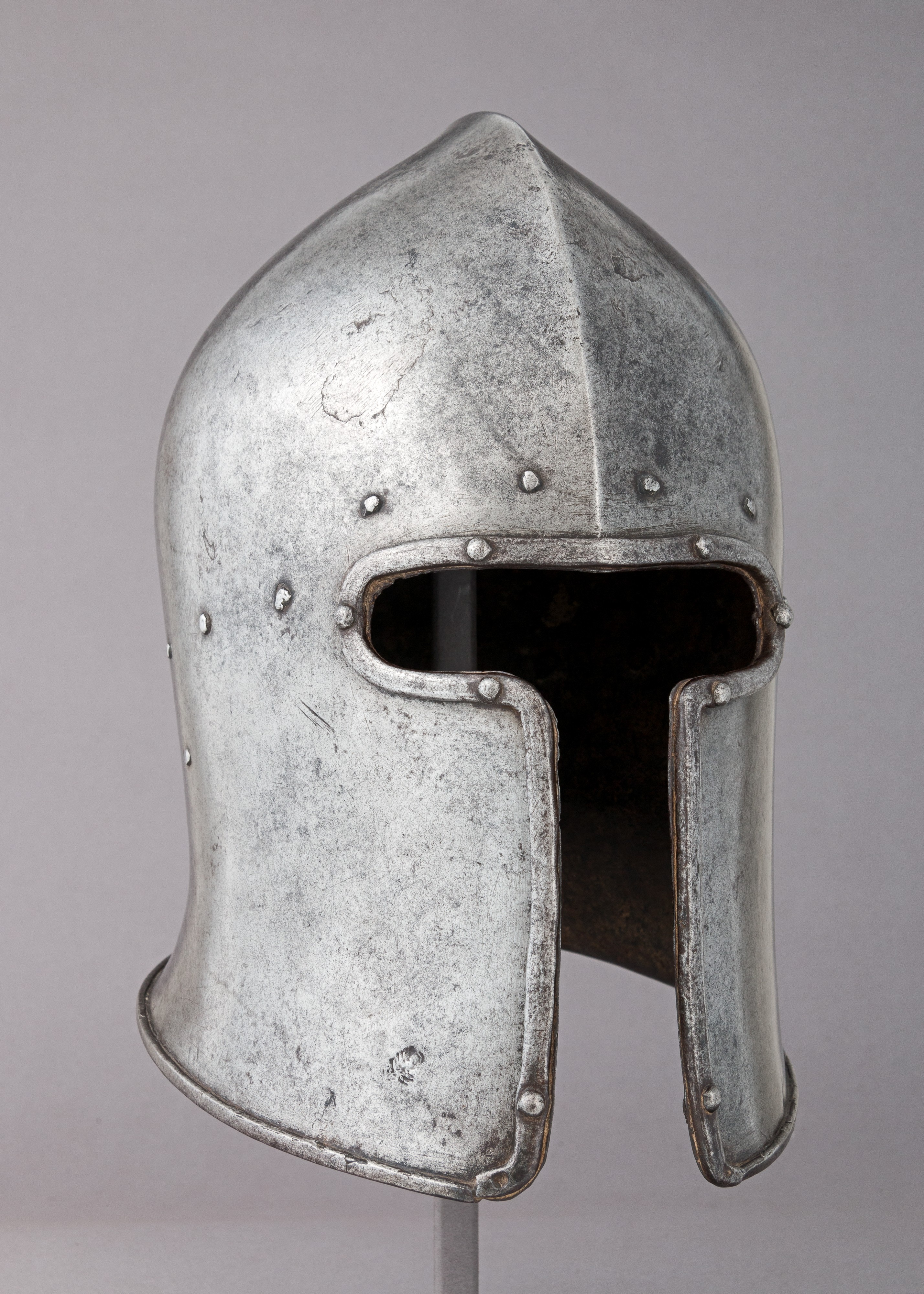
Barbuta

### Typ niemiecki
Wywodzi się od salady w typie włoskim, która u schyłku XV w. na terenach Niemiec uległa przekształceniu w hełm półotwarty lub zamknięty. Charakteryzowała się wydatnym przedłużonym nakarczkiem (niekiedy folgowanym) oraz długą, wąską, poziomą szparą wzrokową wyciętą w dzwonie hełmu, bądź uzyskiwaną poprzez zastosowanie opuszczanej zasłony. Wespół z saladą często stosowano również obojczyk z wydatnym podbródkiem, chroniący dodatkowo dolną część twarzy i szyję. Salady niemieckie były często stosowane jako harmonijna część pełnej zbroi płytowej.

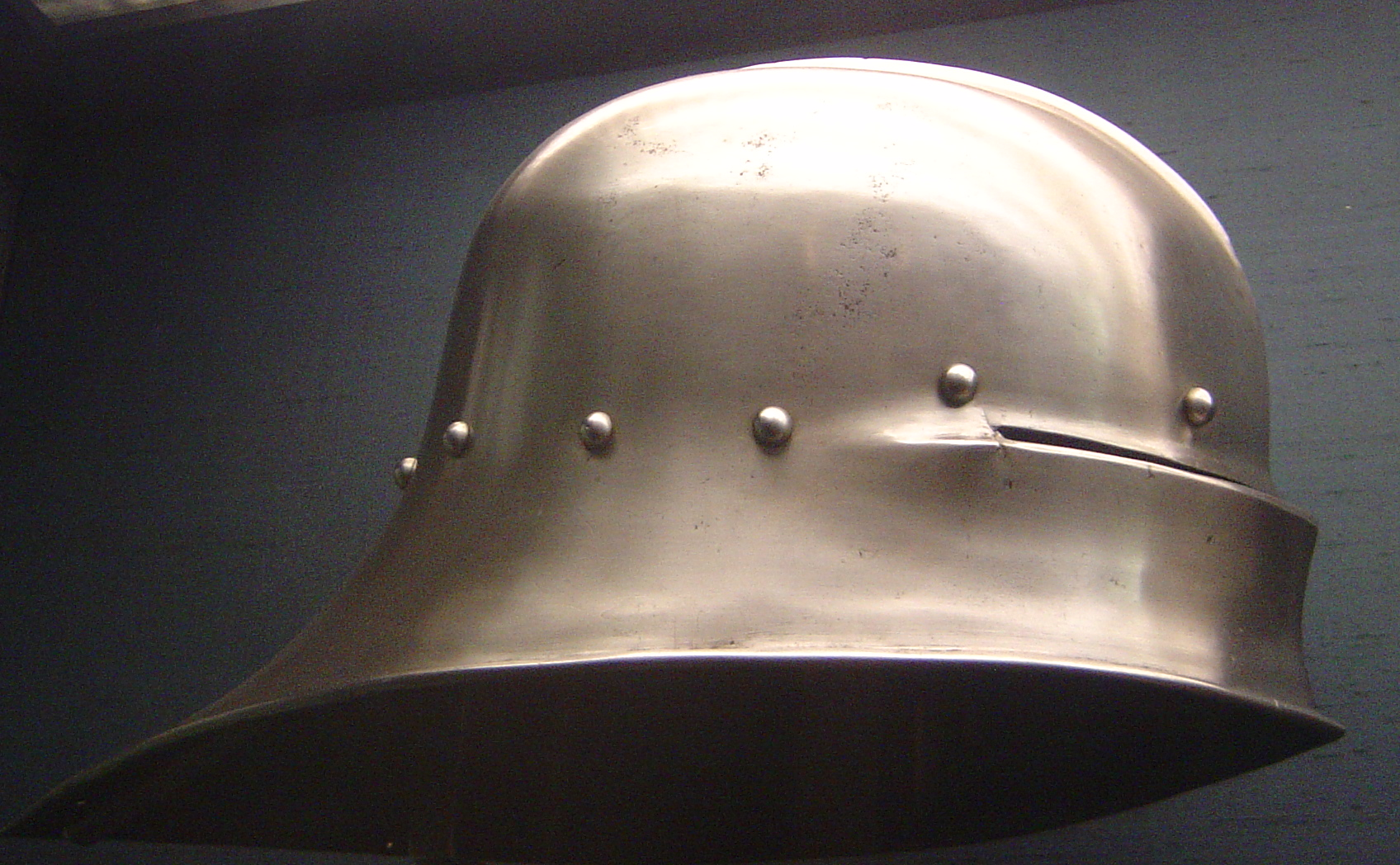
Salada o konstrukcji monolitycznej
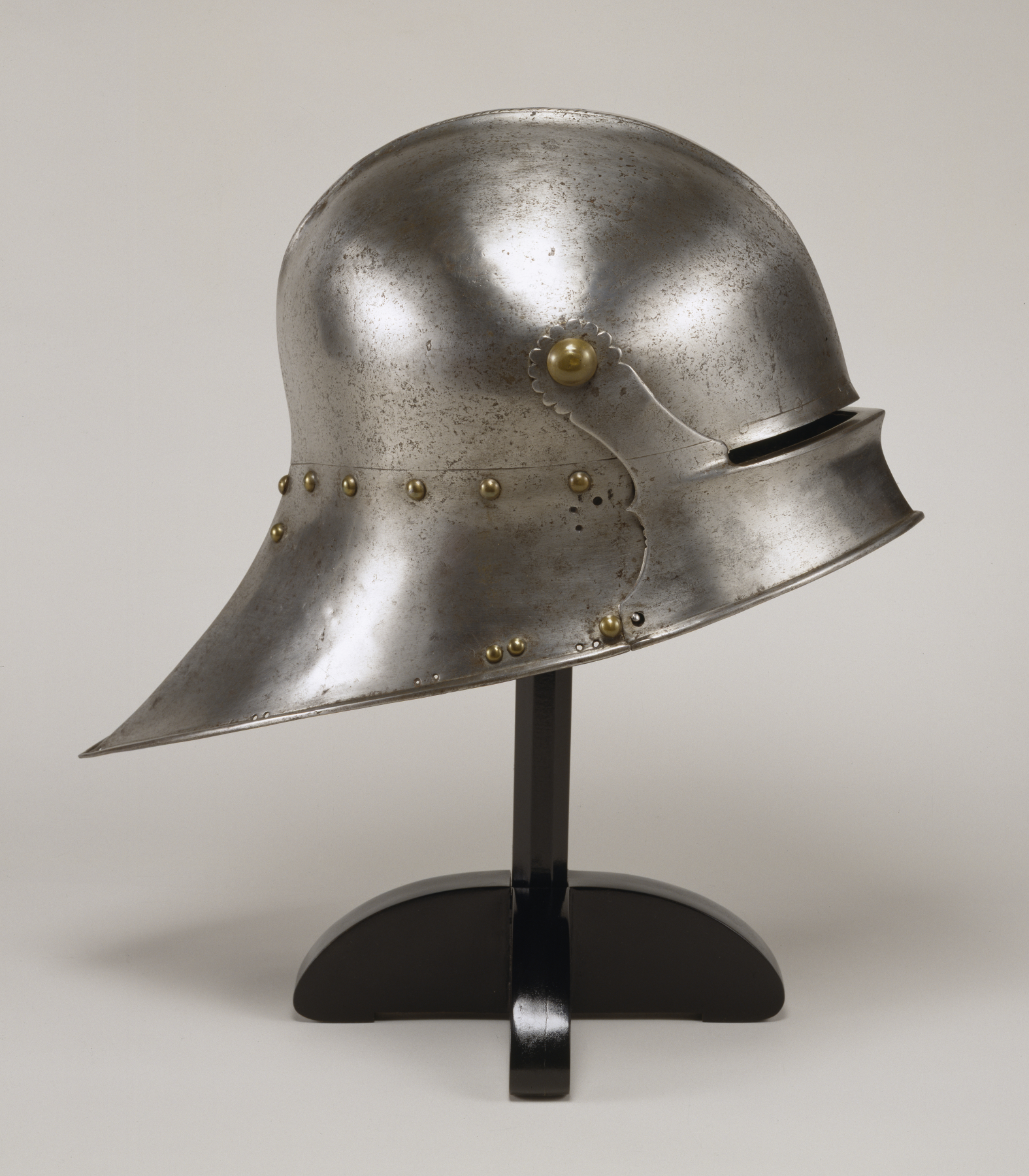
Salada z podnoszoną zasłoną
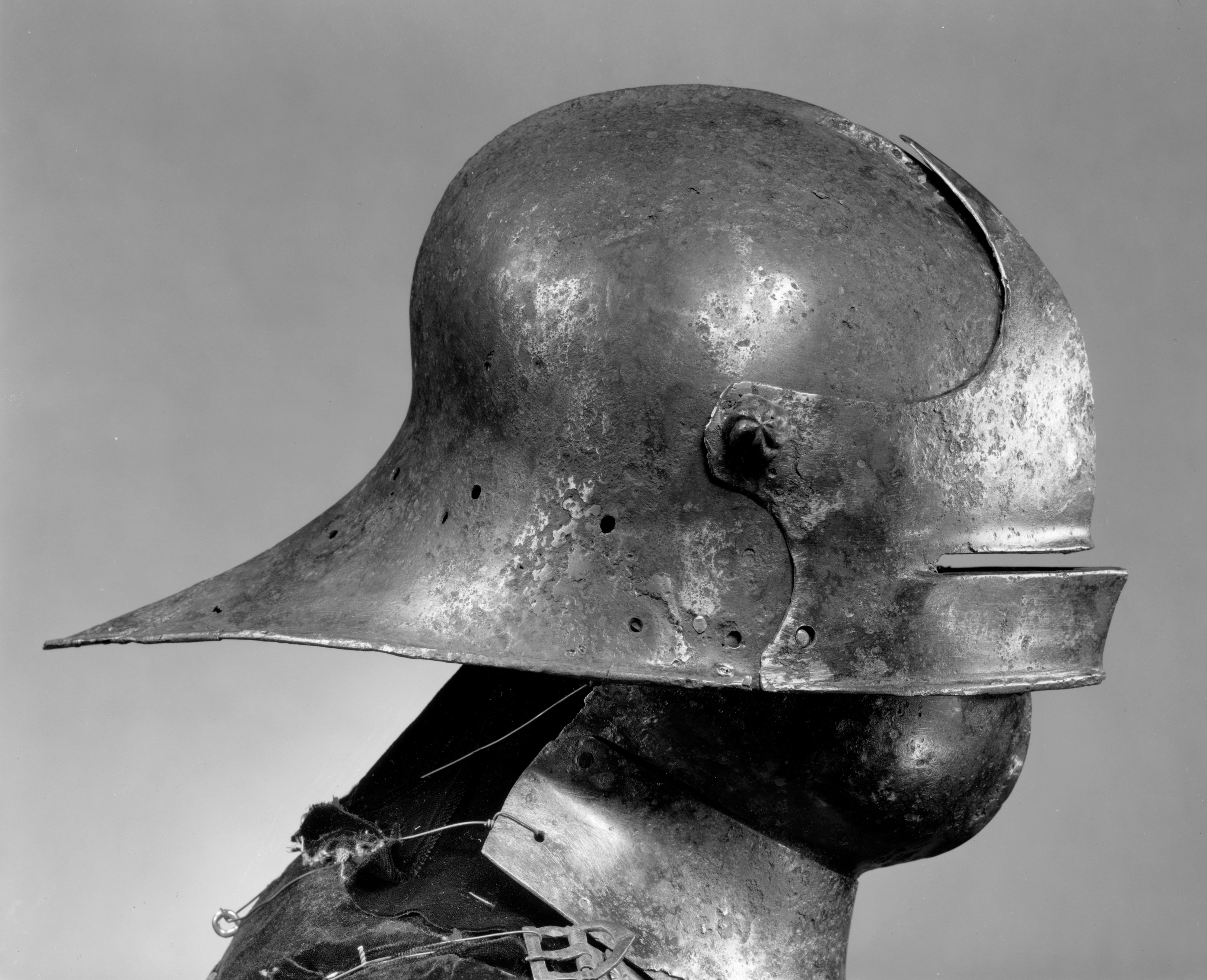
Salada z podnoszoną zasłoną i obojczykiem

### Typ angielski i francuski
Typy salad określane również jako anglo-burgundzkie i franko-burgundzkie. Obie odmiany były do siebie konstrukcyjnie zbliżone stanowiąc formę pośrednią pomiędzy typem włoskim i niemieckim. Ich nakarczki były wyraźnie krótsze niż w typie niemieckim, lecz dłuższe niż we włoskiej celacie. Wyróżniały się natomiast bardziej spiczastym dzwonem (niekiedy przypominającym basinet).

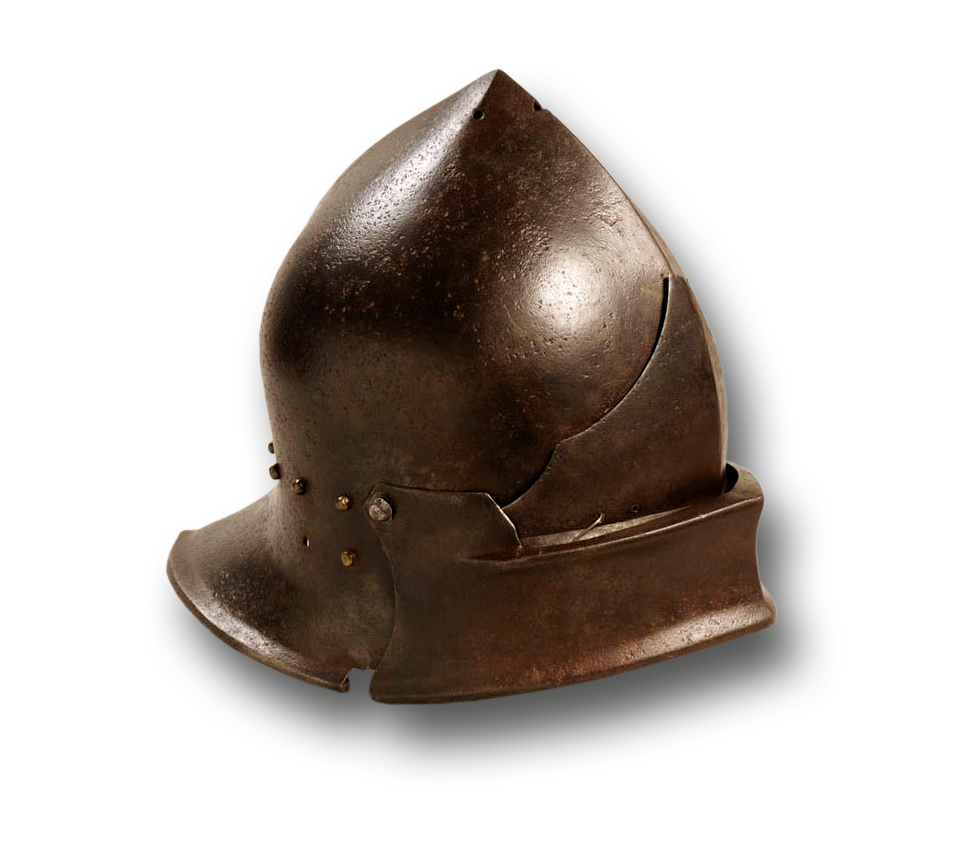
Salada w typie angielskim
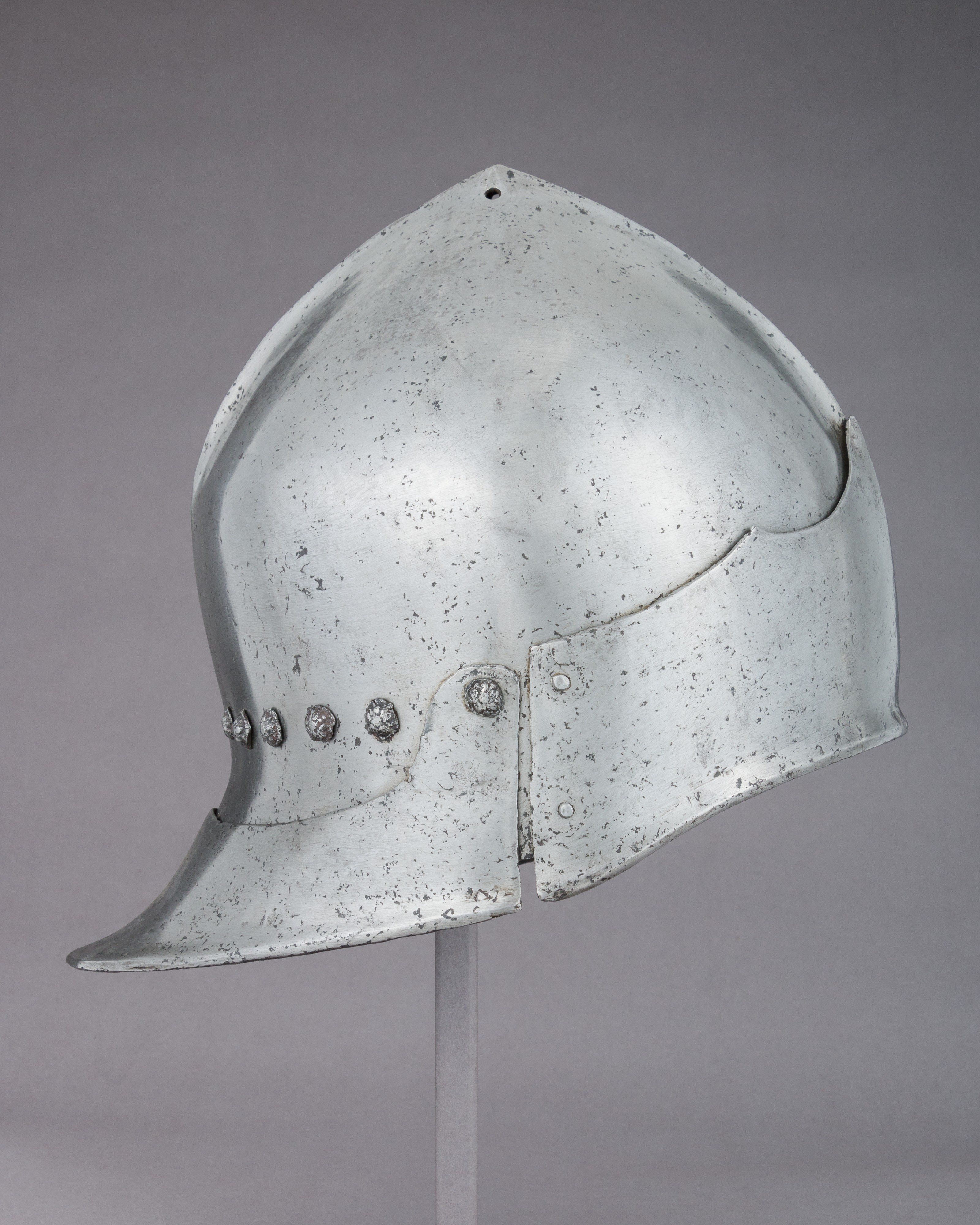
Salada w typie francuskim